# Astral Weeks
Astral Weeks je folk-rockové a R & B konceptuální album irského zpěváka Van Morrisona, vydané v listopadu roku 1968 v hudebním vydavatelství Warner Bros. Records a obecně považované za jednu z nejvýznamnějších nahrávek rockové historie. Sound alba čerpá z folk-rockových podnětů (dominantní akustická kytara se zjemňujícím pozadím smyčců), doplněný o střídmou dechovou sekci, která jej místy přibližuje soulu či swingu (v písni "The Way Young Lovers Do"), nebo jazzu (závěrečná "Slim Slow Slider"). Lyricky laděné texty mají autobiografický podklad a jejich poetika bývá přirovnávána k impresionistické malbě.

## Obsah alba
(Autorem všech písní je Van Morrison)

### Strana jedna:Part One: In The Beginning
1. "Astral Weeks" – 7:06
2. "Beside You" – 5:17
3. "Sweet Thing" – 4:25
4. "Cyprus Avenue" – 7:00

### Strana dvě:Part Two: Afterwards
1. "The Way Young Lovers Do" – 3:18
2. "Madame George" – 9:45
3. "Ballerina" – 7:00
4. "Slim Slow Slider" – 3:17

## Hudební obsazení a produkce
- Van Morrison – vokály, rytmická kytara, klávesy, saxofon

- Jay Berliner – kytara
- Barry Kornfeld – kytara (v písni „The Way Young Lovers Do“)
- Richard Davis – basa
- Conney Kay – bicí
- John Payne – flétna, sopránový saxofon
- Warren Smith, Jr. – perkuse, vibrafon

- Lewis Merenstein – producent